# Вольфрамові руди України
Вольфрамові руди України виявлено у Східному Приазов'ї (Мангуський прояв), Селищанському рудопрояві у межах Корсунь-Новомиргородського плутону, у скарнах Пержанського рудного поля, скарнах Кочерівської групи проявів (біля Житомира), Миколаївсько-Камчатській і Жовтянсько-Успенській вольфрамоносній зоні (ґнейси і кристалосланці), скарнах проявів Клинці і Майське.
Мінералізація вольфраму відома також в Пержанському рудному полі й у зонах контактів Корсунь-Новомиргородського і Коростенського плутонів (Кочерівська структура, Селищанський рудопрояв). Загальні прогнозні ресурси вольфраму в межах цих районів оцінюються в 105 тис. т металу.
На часі проведення пошукових робіт літогеохімічними методами з проходженням поверхневих гірничих виробок та свердловин з комплексом геофізичних досліджень. Щорічні потреби України у вольфрамовій продукції становлять 2,5 тис. т.